# Siegfried August Mahlmann

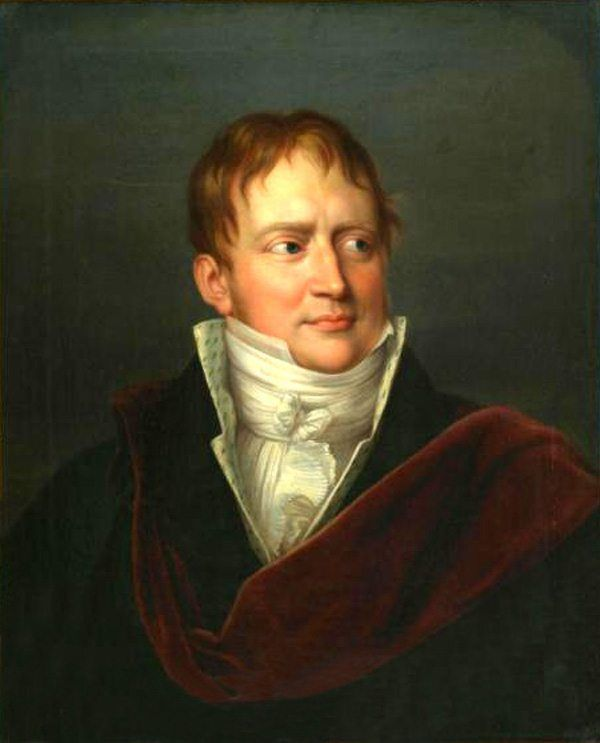
Siegfried August Mahlmann um 1810

Siegfried August Mahlmann (* 13. Mai 1771 in Leipzig; † 16. Dezember 1826 ebenda) war ein deutscher Dichter, Schriftsteller und Verleger.

## Leben

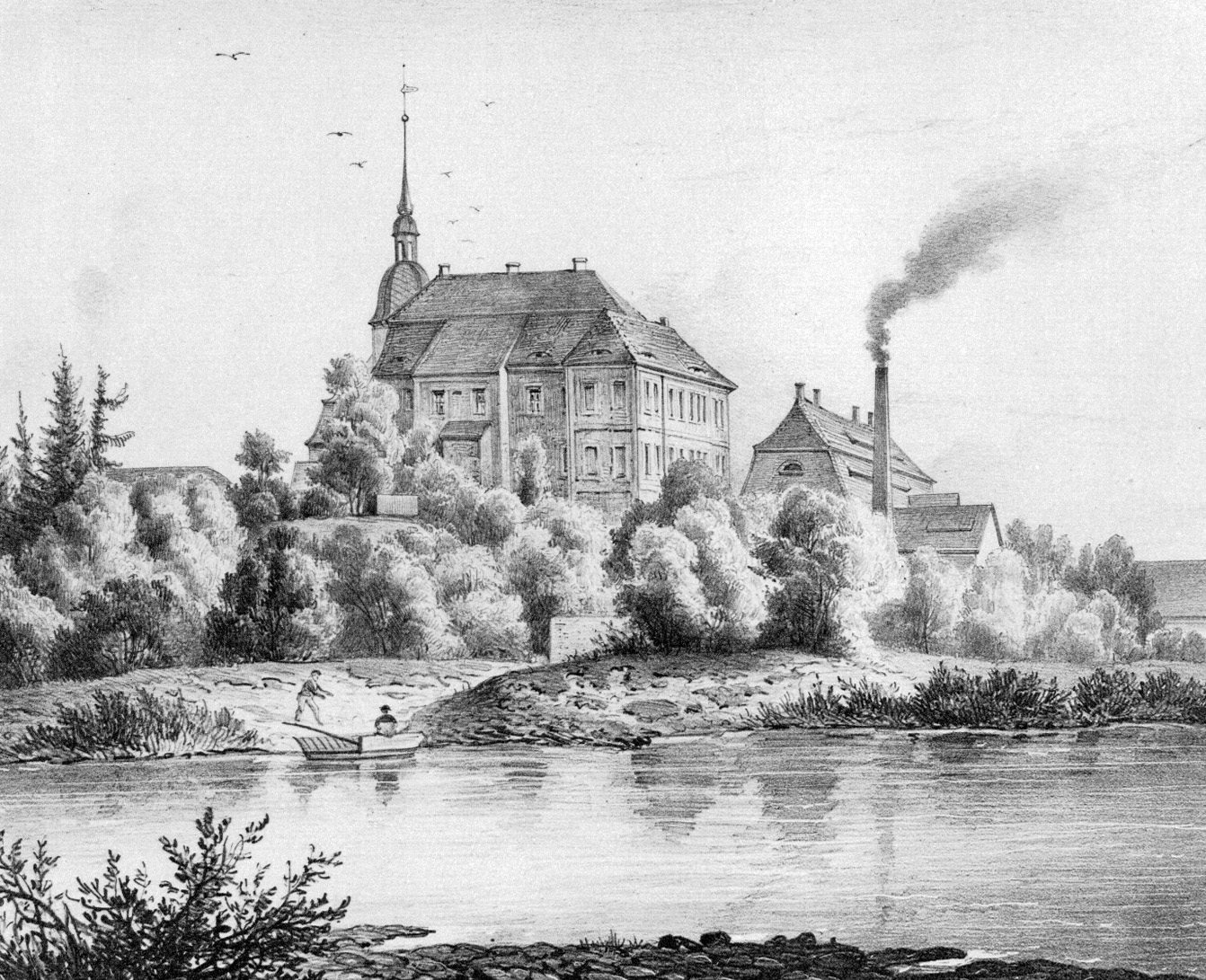
Das Gut Obernitzschka an der Mulde

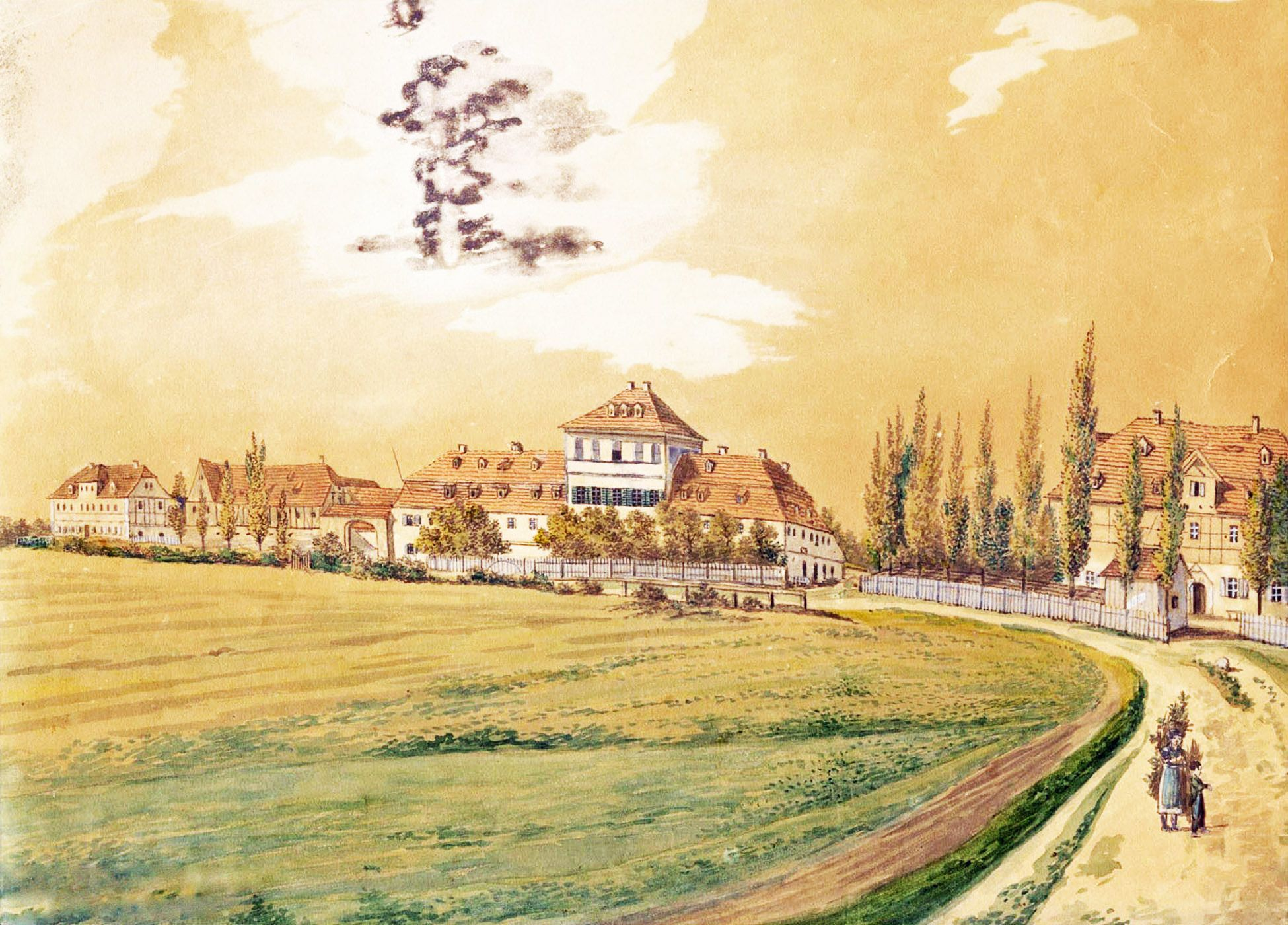
Das Brandvorwerk bei Leipzig

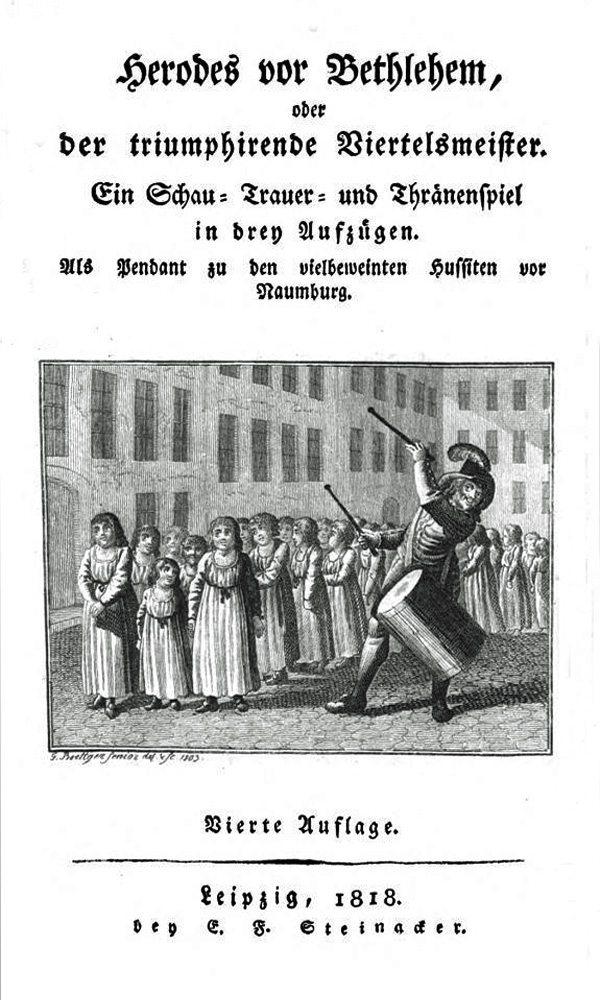
Titelblatt zu
„Herodes vor Bethlehem“

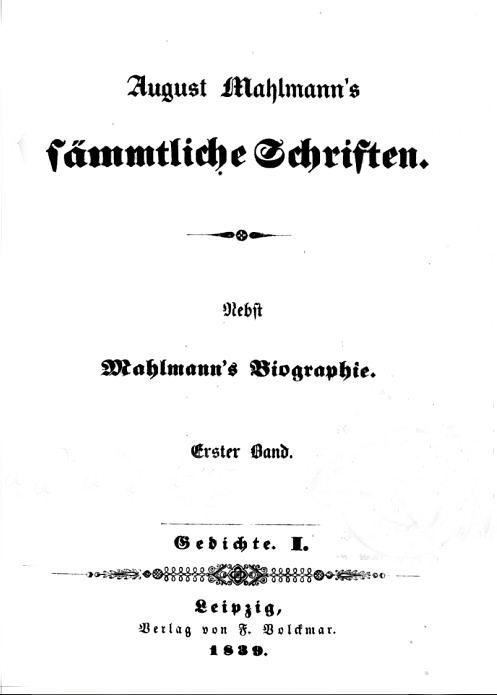
Titelblatt des ersten Bandes der Gesamtausgabe

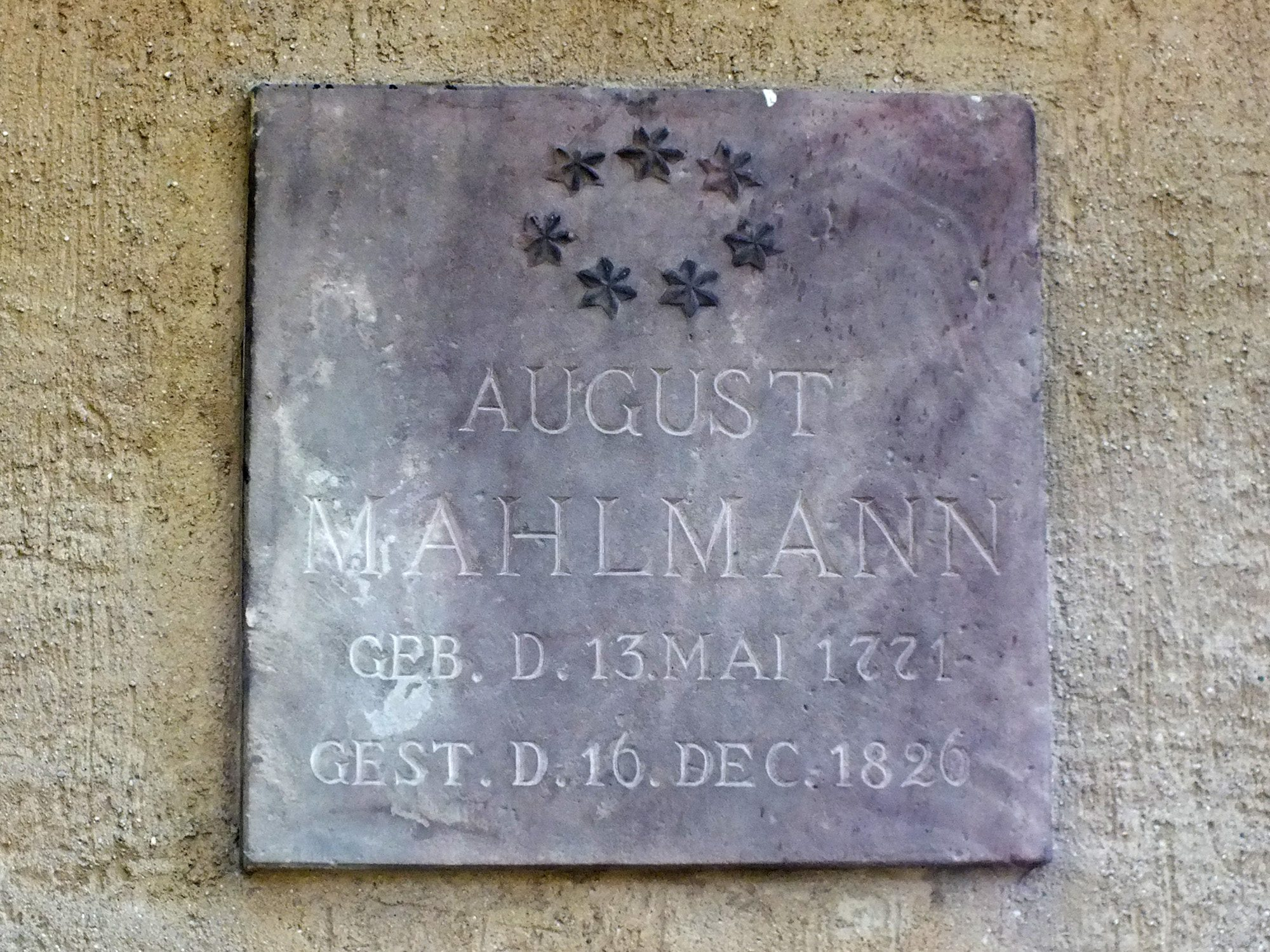
Seine Grabplatte auf dem Alten Johannisfriedhof in Leipzig

Siegfried August Mahlmann war der Sohn des 1734 aus Aschersleben nach Leipzig gekommenen Kaufmanns Siegfried Martin Mahlmann (1705–1780) und seiner Frau Wilhelmine Augusta (1746–1782). Der bereits mit elf Jahren elternlose Siegfried August wurde unter wechselnden Vormundschaften zunächst in einer Privatschule in Borna unterrichtet und besuchte von 1785 bis 1789 die Fürstenschule in Grimma.
Anschließend begann er ein Jurastudium an der Universität Leipzig, das er aber 1792 abbrach, um auf Vermittlung von Christian Felix Weiße in Riga die Stelle eines Hofmeisters anzutreten und zunächst den Sohn des Hauses in Sprachen und Mathematik zu unterrichten. Ab 1794 begleitete er seinen Zögling, der nur wenig jünger war als er, an die Universitäten Leipzig und Göttingen. Nach einem Aufenthalt in Berlin im Winter 1796/1797, wo er seine spätere Frau kennenlernte, unternahm er eine Reise durch Deutschland, Dänemark und Schweden bis nach Petersburg.
1798 kehrte er nach Leipzig zurück und versuchte sich – zunächst ohne Erfolg – an Beteiligungen im Buchhandel. 1805 übernahm er nach dem Tod seines Schwagers Johann Gottlieb Karl Spazier die Redaktion der „Zeitung für die elegante Welt“. Dies und die 1810 übernommene Pacht der „Leipziger Zeitung“ brachten ihn zu Wohlstand. Er führte letztere, die in Sachsen die einzige täglich erscheinende politische Zeitung war, durch die politisch schwierigen wechselhaften Zeiten zu Anfang des 19. Jahrhunderts mit nacheinander sächsischer, französischer, russischer, preußischer und wieder sächsischer Zensur. Dabei hatte er 1813 auch eine kurze Haft zu erdulden.
1814 kaufte er das Rittergut Obernitzschka, an der Mulde zwischen Grimma und Wurzen gelegen (seit 2006 nach Wurzen eingemeindet), und 1815 das Brandvorwerk südlich von Leipzig. Beide Güter leitete er selbst. Dabei war er an der Erprobung neuer landwirtschaftlicher Anbaumethoden und dem Einsatz neuer Gemüse- und Getreidesorten interessiert. Er war Mitglied der in dieser Richtung tätigen Leipziger Ökonomischen Sozietät, deren Vorsitzender er 1821 wurde. Neben der landwirtschaftlichen und der literarischen Tätigkeit widmete er sich in seiner letzten Lebenszeit Studien der Naturkunde, der Physik, der Chemie und der Astronomie. Die Naturforschende Gesellschaft zu Leipzig ernannte ihn zu ihrem Ehrenmitglied. Er war beim Umbau des Alten Theaters im klassizistischen Stil und seiner Wiedereröffnung 1817 als Theater der Stadt Leipzig  stark engagiert.
Seit 1796 war er Mitglied der Leipziger Freimaurerloge Minerva zu den drei Palmen. 1813 wählte ihn diese zu ihrem Meister vom Stuhl, der er bis zu seinem Tode blieb. Seine letzte Ruhestätte fand er auf dem Alten Johannisfriedhof.

## Literarisches Schaffen
Nach ersten, zum Teil anonymen Versuchen um die Jahrhundertwende erschien 1803 „Herodes vor Bethlehem, oder der triumphirende Viertelsmeister. Ein Schau= Trauer= und Thränenspiel in drey Aufzügen. Als Pendant zu den vielbeweinten Hussiten vor Naumburg“ Kotzebues. Diese parodistische Satire machte Mahlmann in ganz Deutschland bekannt und wirkte mit Witz und Humor auf die Verbesserung des herrschenden Zeitgeschmacks. Es folgten zahlreiche weitere Lustspiele.
Mahlmanns Gedichte, deren Stimmungen von religiöser Weihe bis zu frischer Lebensfreude reichen, fanden beim zeitgenössischen Publikum rege Aufnahme. Mehrere Gedichte wurden sehr populär und zu viel gesungenen Liedern. Dazu zählen zum Beispiel „Das Laub fällt von den Bäumen“, „Mein Lebenslauf ist Lieb und Lust“ und „Weg mit den Grillen und Sorgen“. Es gab Vertonungen von Johann Friedrich Reichardt, Louis Spohr und anderen. Er schrieb aber auch Gelegenheitsgedichte zu politischen und anderen Ereignissen. Sein „Gott segne Sachsenland“, das zur Melodie von God Save the Queen gesungen werden soll, wurde auch mitunter als „Sächsische Nationalhymne“ bezeichnet.
Als Roman ist zu nennen „Die Lazzaroni“ (2 Teile, 1803). Dort erscheint er als Verfasser von „Albano der Lautenspieler“ (2 Bände, 1802), dieser Roman stammt allerdings von August Klingemann, dem Autor der „Nachtwachen des Bonaventura“. Die falsche Zuschreibung rührt vermutlich daher, dass ein Theaterstück Klingemanns mit dem ähnlichen Titel „Der Lazzaroni oder Der Bettler von Neapel“ existiert.
Mahlmanns Prosaerzählungen verfolgten oft didaktische Ziele. Unter diesem Aspekt sind auch die beiden Bände „Erzählungen und Märchen“ von 1802 zu sehen.
Mahlmann war 30 Jahre Mitglied in der Loge Minerva zu den drei Palmen. Über seine Funktion als Meister vom Stuhl hinaus drückt sich seine Verbundenheit auch in dem „Liederbuch der Loge Minerva“ von 1822 aus.
Seine gesammelten Werke erschienen 1839 und 1959.

## Werke (Auswahl)
- Die Maske No. 1. Leipzig 1803. (Digitalisat)
- Herodes vor Bethlehem, oder der triumphirende Viertelsmeister. Ein Schau-, Trauer- und Thränenspiel in drey Aufzügen. Als Pendant zu den vielbeweinten Hussiten vor Naumburg. Bürgle, Augsburg 1804. (Digitalisat)
- Marionetten-Theater oder Sammlung lustiger und kurzweiliger Actionen für kleine und große Puppen. Voß, Leipzig 1806. (Digitalisat)
- Eitelkeit, dein Name ist Poet oder das travestirte Menschenhaß und Reue, eine Posse zur Verdauung in 3 Aufzügen. In schlechten zwanglosen Versen. Bittermann, Wintersee 1806. (Digitalisat)
- Gedichte. Renger, Halle 1825. (Digitalisat)
- August Mahlmanns sämmtliche Schriften, nebst Mahlmanns Biographie. Volckmar, Leipzig 1839.
  - Band 1: Gedichte. (Digitalisat)
  - Band 2: Gedichte 2. (Digitalisat)
  - Band 3: Prosaische Schriften 2. (Digitalisat)
  - Band 4: Mährchen und Erzählungen, 2. Band. (Digitalisat)
  - Band 5: Mährchen und Erzählungen, 3. Band. (Digitalisat)
  - Band 6: Dramatische Schriften 1. (Digitalisat)
  - Band 7: Dramatische Schriften 2. Band. (Digitalisat)
  - Band 8: Vermischte Schriften. (Digitalisat)

## Familie
1801 heiratete Mahlmann Ernestine Mayer (1779–1805) und zwei Jahre nach deren Tod Johanne Christiane Ertell (* 1773). Die erste Ehe blieb kinderlos, der zweiten entstammten zwei Söhne, die früh starben, und zwei Töchter. Aus der ersten Ehe war er mit Karl Spazier und Jean Paul verschwägert.

## Ehrungen
- 1803 erhielt er den russischen Orden des Heiligen Wladimir.
- 1806 wurde ihm der Hofratstitel des Herzogtums Sachsen-Gotha-Altenburg und
- 1810 der Königlich Sächsische Hofrat zuerkannt.
- 1863 wurde eine Leipziger Straße in der Nähe seines ehemaligen Gutes Brandvorwerk als Mahlmannstraße benannt.